# Radical Face
Radical Face is een muzikale act van Ben Cooper (geboren in 1982) uit Jacksonville in Florida, die ook deel uitmaakt van Electric President, Iron Orchestra en Mother's Basement. Cooper kwam de naam "Radical Face" tegen op een flyer en besloot deze voor zijn act te gebruiken. Later kwam hij erachter dat het een flyer was voor plastische chirurgie, waar oorspronkelijk "Radical Face-Lift" op stond geschreven. Het laatste deel was echter van de flyer gescheurd.
Het eerste album dat Cooper opnam onder het pseudoniem Radical Face was Junkyard Chandelier.
Op 16 november 2010 bracht Cooper een ep uit bestaande uit zes nummers, Touch The Sky, dat dient als voorproefje van de aangekondigde trilogie van albums getiteld Family Tree, die ergens in 2011 zou worden uitgebracht. Het eerste album daarvan zal Roots zijn, gevolgd door Branches en Leaves, als respectievelijk tweede en derde album uit die trilogie.

## Discografie

### Albums
| Album met eventuele hitnotering(en) in de Nederlandse Album Top 100 | Datum van verschijnen | Datum van binnenkomst | Hoogste positie | Aantal weken | Opmerkingen |
| ------------------------------------------------------------------- | --------------------- | --------------------- | --------------- | ------------ | ----------- |
| Ghost                                                               | 20-03-2007            | -                     |                 |              |             |

### Singles
| Single met eventuele hitnotering(en) in de Nederlandse Top 40 | Datum van verschijnen | Datum van binnenkomst | Hoogste positie | Aantal weken | Opmerkingen              |
| ------------------------------------------------------------- | --------------------- | --------------------- | --------------- | ------------ | ------------------------ |
| Welcome Home                                                  | 2011                  | 23-07-2011            | 18              | 6            | #24 in de Single Top 100 |